# Arrondissement de Hohenlohe
L'arrondissement de Hohenlohe est un arrondissement  ("Landkreis" en allemand) de Bade-Wurtemberg (Allemagne) situé dans le district ("Regierungsbezirk" en allemand) de Stuttgart. Son chef lieu est Künzelsau. Il tient son nom de la famille Hohenlohe souveraine de la région, jusqu'en 1806.

## Villes, communes & communautés d'administration
(nombre d'habitants en 2006)
| Städte 1. Forchtenberg (5 059) 2. Ingelfingen (5 860) 3. Krautheim (4 864) 4. Künzelsau (14 979) 5. Neuenstein (6 229) 6. Niedernhall (3 974) 7. Öhringen (23 044) 8. Waldenbourg (3 099) | Gemeinden 1. Bretzfeld (12 198) 2. Dörzbach (2 443) 3. Kupferzell (5 734) 4. Mulfingen (3 853) 5. Pfedelbach (8 877) 6. Schöntal (5 900) 7. Weißbach (2 196) 8. Zweiflingen (1 763) |

| Verwaltungsgemeinschaften und Gemeindeverwaltungsverbände 1. Gemeindeverwaltungsverband „Hohenloher Ebene“ mit Sitz in Neuenstein; Mitgliedsgemeinden: Städte Neuenstein und Waldenburg sowie Gemeinde Kupferzell 2. Gemeindeverwaltungsverband „Krautheim“ mit Sitz in Krautheim; Mitgliedsgemeinden: Stadt Krautheim und Gemeinden Dörzbach und Mulfingen 3. Vereinbarte Verwaltungsgemeinschaft der Stadt Künzelsau mit der Stadt Ingelfingen 4. Gemeindeverwaltungsverband „Mittleres Kochertal“ mit Sitz in Niedernhall; Mitgliedsgemeinden: Städte Forchtenberg und Niedernhall sowie Gemeinde Weißbach 5. Vereinbarte Verwaltungsgemeinschaft der Stadt Öhringen mit den Gemeinden Pfedelbach und Zweiflingen |